# 柴田勝門
柴田 勝門（しばた かつかど）は、江戸時代前期の旗本。関東地方にあった3520石の知行地を三河国に移され、額田郡本宿村（現在の岡崎市本宿町）に陣屋を置いた。以後、旗本柴田家は幕末・明治初年までこの地の領主となる。

## 生涯
慶安4年（1651年）、徳川家綱に9歳で拝謁。万治2年（1659年）小姓組に連なる。
延宝8年（1680年）、父の隠居に伴い家督を継承。天和2年（1682年）には信濃国小諸城を石川乗政に引き渡す任務にあたり、佐久間信就に従って現地に赴く。貞享4年（1687年）使番に転じる。同年には城地没収の処分を受けた下野国烏山藩主那須資徳から烏山城を受け取る任務を担い、布衣着用を許された。
元禄3年（1690年）には日光の造営を担ったことから、従五位下・越前守に叙任する（のちに出雲守に遷任）。元禄4年（1691年）に目付、元禄6年（1693年）に桐間番頭、御側となった。
元禄7年（1694年）、上野国緑野郡・那波郡で1000石の加増を受ける。元禄9年（1696年）に「勤にかなはざるにより」近侍をゆるされ寄合に列する。元禄11年（1698年）、武蔵国と上野国にあった領地（合計3520石）を三河国額田郡・宝飯郡に移された（元禄地方直参照）。勝門は新たな知行地支配のため、額田郡本宿村（現在の岡崎市本宿町）に陣屋（本宿陣屋）を設けた。
元禄14年（1701年）、59歳で没。牛込の龍門寺に葬られた。

## 本宿陣屋の柴田家

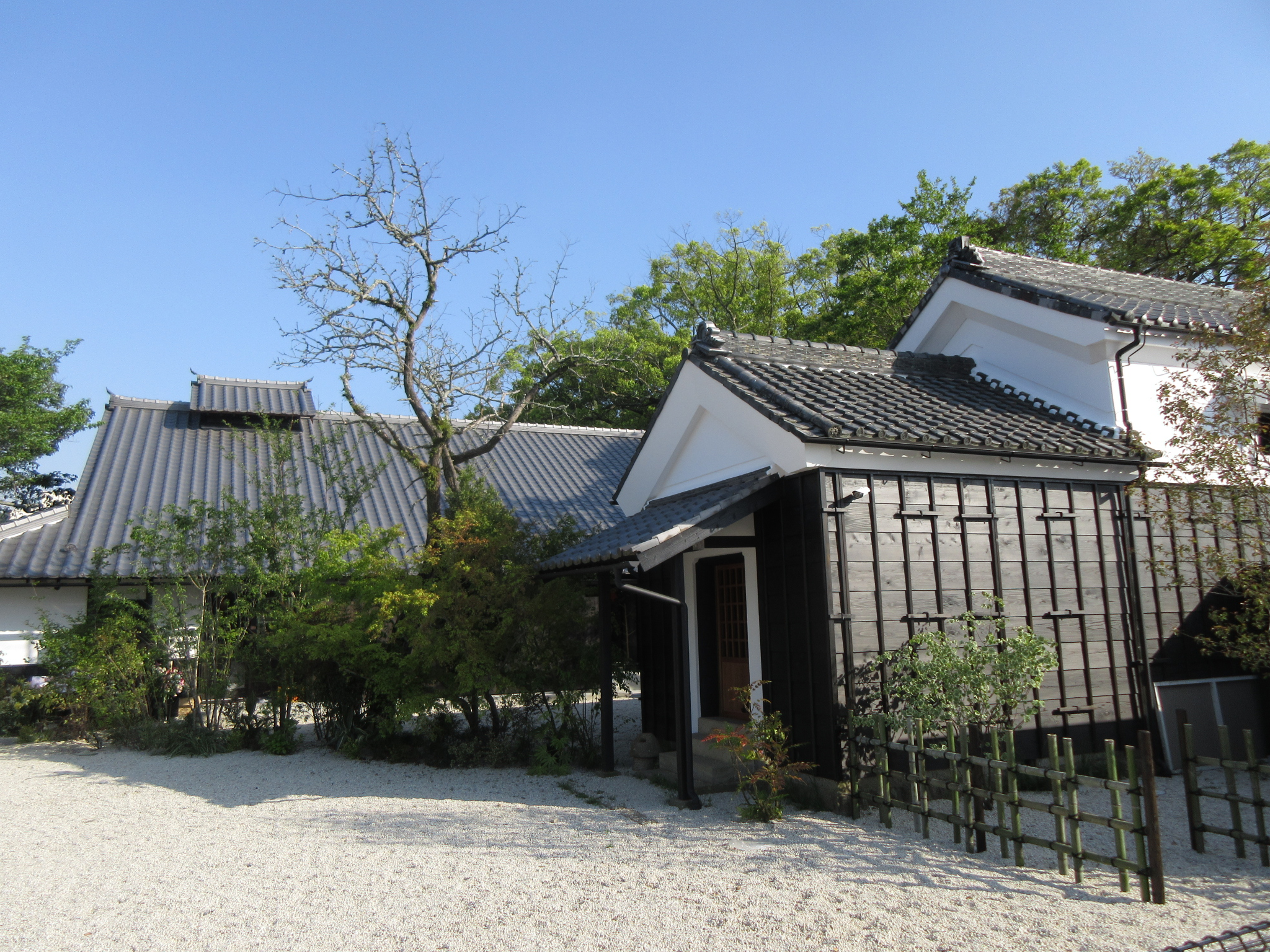
旧代官屋敷（2019年撮影）

勝門が陣屋を置いた本宿は、古くからの東海道沿いの交通の要地であり、古刹法蔵寺の門前町でもあった（本宿町参照）。徳川家康は幼少時に法蔵寺で手習いを学んだという。
柴田家の知行地支配については、本宿の有力者であった冨田家が代官職に任じられ、以後世襲した。正徳4年（1714年）に冨田善太夫庸久が「陣屋預かり」となり、その跡を継いだ冨田元右衛門重庸が享保7年（1722年）に陣屋隣に屋敷を移した。冨田家5代目の冨田群蔵常業が文政10年（1827年）に建て替えた代官屋敷が現存しており、2018年にリノベーションがなされてレストランになった（「東海道 本宿 旧代官屋敷」参照）。
勝門のあと、柴田家の家督は勝富－勝定－勝曠－勝満と続き、勝満の末期養子として柴田勝房（勝富の子で坂本家の養子となった坂本直鎮の子）が迎えられて跡を継いだ。勝房は柴田家祖先の追慕を行っており、旗本柴田家初代勝重の墓のある春清寺に、柴田家の由緒をまとめた文書を納めている。
幕末期の当主は柴田勝全で、明治元年（1868年）3月12日に勤王証書を提出した。勝全はその後、勝誠に家督を譲った。柴田勝誠（かつただ）は上京して明治元年11月に新政府から「本領安堵」されたものの、与えられたのは年貢徴収権のみで、村方支配は最寄りの府県に属するとされた。柴田家知行地の帰属は三河県と静岡藩の間で複雑な動きを見せることになるが、明治2年（1869年）に静岡藩に上知された。
代官を務めていた冨田家は、陣屋の敷地を受け継ぎ、跡地に医院を開業している。
旗本柴田家および代官冨田家はそれぞれ史料を残している。